# Анкудиновка (посёлок станции, Кстовский район)
Анкуди́новка — посёлок станции в Кстовском районе Нижегородской области России. Входит в состав Афонинского сельсовета.

## География
Расположен в непосредственной близости от Нижнего Новгорода. Граница между Нижегородским городским округом и Кстовским районом проходит по северной, западной и восточной окраинам посёлка.

## Население
| 2010 |
| ---- |
| 66   |